# Türker
Türker ist ein türkischer männlicher Vorname mit der Bedeutung „der tapfere Türke“, der auch als Familienname gebräuchlich ist.

## Namensträger

### Vorname
- Türker Demirhan (* 1983), türkischer Fußballspieler
- Türker Toptaş (* 1984), türkischer Fußballspieler

### Familienname
- Abrohom Türker (1936–2010), türkischer Abt
- Berç Keresteciyan Türker (1870–1949), armenischer Bankier und Politiker in der Türkei
- Bülent Türker (1926–2010), türkischer Militär und Geheimdienstchef
- Dilek Türker (* 1945), türkische Schauspielerin
- Gözde Türker (* 1995), türkische Schauspielerin
- Masum Türker (* 1951), türkischer Politiker
- Melih Türker, türkischer Manager und Geschäftsführer von Petrol Ofisi
- Mert Naci Türker (* 1998), türkischer Tennisspieler
- Suat Türker (1976–2023), deutscher Fußballspieler türkischer Abstammung
- Taner Türker, türkischer Cellist
- Yıldırım Türker, türkischer Journalist